# Christie Stevens
Christie Stevens (Condado de Orange, California; 12 de septiembre de 1986) es una actriz pornográfica estadounidense.

## Primeros años
Christie tiene raíces de Ucrania y Rusia. Creció en Temecula, California y fue allí también a la escuela secundaria. En su tiempo libre practicó como bailarina en Ballet, Tap, Jazz y Hip-Hop. Luego asistió a un colegio en Salt Lake City, donde se graduó con la licenciatura de comunicación de masas. En ese entonces se decidió en contra de una posible carrera en la escuela de derecho y en su lugar ingresó en la industria del porno.

## Carrera
Estuvo siete años estudiando en Salt Lake City y siendo estríper antes de ingresar a la industria para adultos. Ya con experiencia ella decidió buscar agencias de modelos para trabajar en el mundo del porno delante de la cámara. En diciembre de 2011, consiguió su primera sesión para un sitio web amateur. Ella apareció junto con Justin Magnum.
En los años siguientes fue por varios estudios de gran producción como Evil Angel, Hustler, Digital Playground, y otras compañías. Fue representada por la agencia de modelos LA Direct Models, en abril de 2014, se trasladó a OC Modeling. En 2013, fue nominada para el premio AVN a la mejor nueva starlet, pero lo ganó Remy LaCroix.
Además de sus apariciones en películas porno, en 2013 apareció también en Películas eróticas para televisión, ha actuado en la película Strippers from Another World e Intergalactic Swingers, del director Dean McKendrick, junto a la actriz Krissy Lynn.

## Filmografía

### Pornografía
- 2011: Three's Humpany
- 2012: Mandingo Massacre 5
- 2012: Tasha Reign Is Sexy
- 2012: Tug Jobs 24
- 2013: Anal Students 2
- 2013: Secretary's Day 6
- 2013: OMG... It's The Dirty Dancing XXX Parody
- 2013: The Lone Ranger XXX

### Televisión
- 2013: Intergalactic Swingers
- 2013: Strippers from Another World (Fernsehtitel: Wild Women)